# Питивье (округ)
Питивье (фр. Pithiviers) — округ (фр. Arrondissement) во Франции, один из округов в регионе Центр (регион Франции). Департамент округа — Луаре. Супрефектура — Питивье.
Население округа на 2006 год составляло 59 924 человек. Плотность населения составляет 50 чел./км². Площадь округа составляет всего 1198 км².